# Boľské rašelinisko
Boľské rašelinisko je přírodní rezervace v oblasti Latorica.
Nachází se v katastrálním území obcí Boľ a Kráľovský Chlmec v okrese Trebišov v Košickém kraji. Území bylo vyhlášeno či novelizováno v roce 1967 na rozloze 13,6351 ha. Ochranné pásmo nebylo stanoveno.